# Margrethe Mather
Margrethe Mather, eigentlich Emma Caroline Youngren, (* 4. März 1886 in Salt Lake City; † 25. Dezember 1952 in Los Angeles) war eine US-amerikanische Fotografin sowie Muse und künstlerische Partnerin von Edward Weston.

## Jugend
Mather war das zweite von insgesamt vier Kindern der dänischen Auswanderer Gabriel Lundberg Youngren und dessen Frau Anne Sofie (geborene Laurentzen). Ihre Eltern waren Mormonen. Ihre Mutter starb eine Woche nach Geburt des vierten Kindes im März 1889. Obwohl die Mutter ihres Vaters ebenfalls in den Vereinigten Staaten lebte, unterstützte sie ihren Sohn nicht bei der Betreuung und Erziehung der Halbwaisen. Der jüngste Sohn starb im Juli des gleichen Jahres. Einige Monate später ehelichte Youngren eine junge Mormonin namens Maren Sophie Kragh.
Der ältere Sohn verblieb im neuen ehelichen Haushalt (die Schwester war ebenfalls bereits verstorben). Emma Caroline wurde hingegen in die Obhut von Rasmine Laurentzen gegeben, der Schwester ihrer Mutter. Ihre Tante hatte bereits ein uneheliches Kind von einem wohlhabenden dänischen Landbesitzer. Aufgrund dieser Stigmatisierung war sie in die USA ausgewandert, wo sie sich zunächst als Zeitungsverkäuferin über Wasser hielt.
Gegen Ende der 1880er oder während der 1890er Jahre wurde Rasmussen dann Haushälterin eines älteren Witwers namens Joseph Cole Mather. Dort lebte auch Emma Youngren mutmaßlich von 1900 bis 1906. Belege für eine Adoption durch Joseph Mather, der über keine näheren Angehörigen mehr verfügte, liegen nicht vor, ab 1905 wird Emma jedoch als Emma Mather in den Registern geführt, sie arbeitete zu dieser Zeit bei einem Arzt. Um 1906/1907 scheint sie nach San Francisco gezogen zu sein. Für die Zeit von 1907 bis 1909 liegen keine Belege über ihren Verbleib und ihre Beschäftigung vor. Sie nahm aber zu dieser Zeit neben dem Nachnamen des Arbeitgebers ihrer Tante auch den Vornamen ihrer Großmutter mütterlicherseits an und nannte sich nun Margrethe Mather.

## Selbstdarstellung der Jugend
Margrethe Mather stellte ihre Jugend teilweise dar. Sie gab an, früh verwaist zu sein und viele Jahre in einem Waisenhaus zugebracht zu haben. Schließlich sei sie von einem aus bekannter puritanischer Familie stammenden Mathematikprofessor namens Mather und dessen Frau adoptiert worden. Mather sei ein zorniger, wenig einfühlsamer Mensch gewesen, und sie und ihre Adoptivmutter, die sie Aunt Minnie genannt habe, hätten in einem ständigen Zustand der Furcht gelebt.
Als pubertierende Jugendliche sei ihr dann recht bald bewusst geworden, dass sie über Männer Macht habe. Sie habe Bekanntschaften mit älteren Geschäftsleuten aus Salt Lake City gehabt, die entgeltliche sexuelle Beziehungen zu jungen Mädchen unterhalten hätten, ohne allerdings deren Jungfräulichkeit zu verletzen. Nach ein oder zwei Jahren in derartigen Beziehungen hätte sie heimlich genug Geld gespart, um sich eine Zugfahrkarte zu einem fernen Ziel leisten zu können. Leider sei ihre Adoptivmutter ihr dann auf die Schliche gekommen. Das gesparte Geld habe sie aber, bevor es „Aunt Minnie“ an sich nehmen konnte, in den Ofen geworfen. Der Adoptivmutter habe sie weisgemacht, es hätte sich um wertloses Spielgeld gehandelt. Ihre männlichen Gönner hätten aber nach diesem Geschehen Geld gesammelt, damit sie sich doch die ersehnte Fahrkarte in den Westen habe kaufen können.
Sie sei dann nach San Franszisko gefahren, wo sie ihren Lebensunterhalt über Männerbekanntschaften finanzierte. Unter dem Gesichtspunkt, dass in Los Angeles eventuell noch einträglichere Bekanntschaften zu machen seien, sei sie schließlich dorthin gezogen.

## Entwicklung zur Fotografin
Richtig an Mathers Selbstdarstellung ist vermutlich, dass sie sich, mittel- und ausbildungslos, durch Kurtisanendienste finanziell über Wasser hielt und sich zunächst in San Franzisko, später dann in Los Angeles aufhielt.
Nach ihren eigenen Angaben erwarb sie mehr aus Langeweile als aus ernsthaftem Interesse um 1912 eine Kamera. Auf Anregung eines ebenfalls aus Salt Lake City stammenden Bekannten trat sie alsbald in den Los Angeles Camera Club (LACC) ein. Ihre erste bekannte Fotografie trägt den Titel „Maid of Arcady“ und wurde ausgewählt, den LACC im jährlichen „American Salon“, seinerzeit die wichtigste fotografische Ausstellung der Vereinigten Staaten, zu vertreten. Dieses Bild wurde infolge der Ausstellung im Januarheft der Zeitschrift American Photography publiziert. Es zeigt einen Rückenakt einer unschuldig wirkenden, in einem Gebüsch stehenden und anscheinend gespannt in dieses schauenden jungen Frau, möglicherweise ein Selbstporträt Mathers. Das Bild wurde anschließend auch noch auf einer Ausstellung in Belgien gezeigt.

## Beziehung zu Edward Weston
Mather traf Weston erstmals im Oktober 1913 persönlich. Zusammen mit dem Fotografen Elmer Ellsworth unternahm sie, gelangweilt von einer Veranstaltung im Los Angeles Camera Club auf Initiative Ellsworths einen spontanen Besuch des nahegelegenen Studios von Weston in Tropico. Zwischen Weston und Mather entwickelte sich, trotz der Bemühungen Westons, seine bisherige Ehe und Familie als das wichtigste in seinem Leben anzusehen, binnen weniger Wochen eine Liebesbeziehung und letztlich auch eine künstlerisch gleichberechtigte Partnerschaft. Weston unternahm gleichwohl Anstrengungen, sie an sich zu binden, er bildete sie fotografisch aus und machte sie zu seiner Assistentin nicht nur im Studio oder der Dunkelkammer. Es wird davon ausgegangen, dass Mather für Weston die ungewöhnlichste Frau war, die er kennengelernt hat, und dass er perplex über ihre Unkategorisierbarkeit war. Mather soll ihn angeregt haben, Dinge in einer anderen Weise zu sehen, als er es bisher getan hatte, und man kann diesen Einfluss bereits an seinen allerersten Porträts von Mather im Vergleich zu seinen früheren Werken erkennen. Weston übernahm Mathers radikale politische und sexuelle Ansichten. Beide standen sich gegenseitig, auch nackt, Modell, oder ließen sich zusammen von anderen Fotografen, etwa Imogen Cunningham ablichten.